# Voetvolleybal
Footvolley of voetvolleybal is een van oorsprong Braziliaanse sport die aan volleybal en voetbal verwant is. In Nederland wordt de sport georganiseerd door Footvolley Netherlands. In België heet de bond Footvolley Belgium. Footvolley kan zowel op zand als op harde ondergrond worden beoefend.